# Hemichromis letourneuxi
Hemichromis letourneuxi is een  straalvinnige vissensoort uit de familie van cichliden (Cichlidae). De wetenschappelijke naam van de soort is voor het eerst geldig gepubliceerd in 1880 door Sauvage.
De soort staat op de Rode Lijst van de IUCN als niet bedreigd, beoordelingsjaar 2009.